# Вакцина против респираторно-синцитиального вируса
Вакцина против респираторно-синцитиального вируса (вакцина против РСВ), продаваемая под торговыми марками «Арексви» (Arexvy) и «Абрисво» (Abrysvo) — вакцина, защищающая от респираторно-синцитиального вируса. Она назначается беременным на сроке от 24 до 36 недель для защиты ребёнка и лицам старше 60 лет. Препарат вводится однократно путем инъекции в мышцу руки и снижает риск тяжёлого заболевания примерно на 50-85 %.
К распространённым побочным эффектам относятся боль в месте инъекции, усталость, головная и мышечная боль. Обычно они проходят через пару дней. Влияние на риск преждевременных родов по состоянию на 2023 год остается неясным. Вакцина действует, обучая иммунную систему защищать организм от респираторно-синцитиального вируса (РСВ). Препарат Arexvy содержит версию белка RSVPreF3, а Abrysvo содержит подгруппы A и B, стабилизированные в фазе, предшествующей слиянию F.
Вакцины были одобрены для медицинского применения в США, Европе и Канаде в 2023 году. В Британской Колумбии (Канада), она стоит около 230 канадских долларов и доступна для приобретения частными лицами с 2023 года. Исследования по созданию вакцин ведутся с 1950-60-х годов, а благодаря работе, опубликованной в 2013 году, были созданы современные препараты. Полученные научные данные способствовали быстрой разработке вакцин против COVID-19.